# JakaJaKayah
JakaJaKayah – album Kayah wydany 12 maja 2000 roku.

## O albumie
Do większości piosenek muzykę i słowa napisała sama Kayah. Jedynie utwór „Topielice” to wiersz Marii Pawlikowskiej–Jasnorzewskiej, a w „Kiedy mówisz” artystka wykorzystała wiersz księdza Jana Twardowskiego. Producentem płyty jest również Kayah. Wspomógł ją w tym Krzysztof Pszona. W piosence „Kiedy mówisz” gościnnie na fortepianie zagrał Leszek Możdżer.
Wystarczyły cztery dni, aby sprzedać 50 tysięcy egzemplarzy, a już po miesiącu nakład przekroczył 72 tysiące i zdobył status platyny. Kayah stanowczo odcięła się od muzyki robionej z Goranem Bregoviciem. Album zawiera nowoczesny soul, reggae, jazz, jungle, folk, contemporary R&B, house i etno.
Na dziesięciu koncertach Wielkiej Majówki Radia ZET z Kayah zgromadzono 500 tysięcy osób. 18 maja 2000 roku w Wadowicach z okazji urodzin Papieża Kayah zaśpiewała piosenkę „Anioł wiedział”. Później wystąpiła w Opolu. Artystka zagrała również na otwarciu polskiej edycji MTV. Otrzymała również nominację MTV Europe Music Awards dla artysty lokalnego oraz nagrodę Radia Eska w kategorii indywidualność medialna roku. W sondażu przeprowadzonym przez OBOP na polecenie Super Expressu Kayah została uznana za najlepszą polską piosenkarkę. Na liście pierwszej 100-ki polskich piosenkarzy wszech czasów opublikowanej przez Politykę wokalistka zajęła wysoką 11. pozycję.
11 maja 2001 roku wydano w Polsce edycję specjalną albumu JakaJaKayah wzbogaconą o duet „Embarcacao”, zaśpiewany po portugalsku z Cesárią Évorą.
Powodzenie płyty w Polsce skłoniło do zaprezentowania jej za granicą. 5 listopada 2001 roku kolejną edycję zawierającą m.in. angielskie wersje kilku piosenek wydano w Kanadzie. 8 kwietnia 2002 roku wzbogacony album miał swoją premierę w Czechach, Szwajcarii, Austrii i Anglii. 1 lipca 2002 roku wydano go w Niemczech. W sumie album opublikowano w dziewięciu krajach europejskich.
W Polsce album uzyskał certyfikat platynowej płyty.
W 2001 roku Kayah otrzymała 5 nominacji do Nagrody Muzycznej Fryderyk w następujących kategoriach: wokalistka roku, kompozytor roku, autor roku, album roku pop (JakaJaKayah), oraz videoklip roku („Jaka ja Kayah”). Kolejne dwie nominacje przyniósł rok 2002, tym razem dla piosenki „Embarcacao” w kategorii piosenka roku i videoklip roku.

## Lista utworów

### Wydanie pierwsze
CD 1
1. „Nie patrzysz” – 7:38
2. „Zulus” – 0:12
3. „Anioł wiedział” – 3:40
4. „Za blisko” – 3:49
5. „Dla niego” – 2:45
6. „Jaka ja Kayah” – 4:53
7. „Na wieki” – 4:09
8. „Nie wiedziałam” – 5:54
9. „Wbrew naturze” – 3:55
10. „Kiedy mówisz” – 4:21
11. „A tymczasem na zapleczu” – 0:15
12. „Topielice” – 3:45
13. „James Bond 4 gut by” – 3:56

CD 2
1. „Jaka ja Kayah” (Smolik mix) – 7:12
2. „Anioł wiedział]” (Smolik mix) – 6:00
3. „Jaka ja Kayah” (wersja instrumentalna) – 3:54
4. Prezentacja multimedialna

### Polska edycja specjalna
1. „Nie patrzysz” – 7:38
2. „Zulus” – 0:12
3. „Anioł wiedział” – 3:40
4. „Za blisko” – 3:49
5. „Dla niego” – 2:45
6. „Jaka ja Kayah” – 4:53
7. „Na wieki” – 4:09
8. „Nie wiedziałam” – 5:54
9. „Wbrew naturze” – 3:55
10. „Kiedy mówisz” – 4:21
11. „A tymczasem na zapleczu” – 0:15
12. „Topielice” – 3:45
13. „James Bond 4 gut by” – 3:56
14. „Embarcação” (feat. Cesária Évora) – 3:26
15. „Jaka ja Kayah” (Smolik mix) – 7:12
16. „Anioł wiedział” (Smolik mix) – 6:00

### YakaYaKayah (międzynarodowa edycja specjalna)
1. „Nie patrzysz” – 7:38
2. „Zulus” – 0:12
3. „Anioł wiedział” – 3:40
4. „Za blisko” – 3:49
5. „Dla niego” – 2:45
6. „Jaka ja Kayah” – 4:53
7. „Na wieki” – 4:09
8. „Nie wiedziałam” – 5:54
9. „Wbrew naturze” – 3:55
10. „Kiedy mówisz” – 4:21
11. „A tymczasem na zapleczu” – 0:15
12. „Topielice” – 3:45
13. „James Bond 4 gut by” – 3:56
14. „Embarcação” (feat. Cesária Évora) – 3:26
15. „Holy Angel” („Anioł wiedział”) – 3:40
16. „Too Close” („Za blisko”) – 3:49
17. „All the Same” („Dla niego”) – 2:45
18. „For My Son” („Nie wiedziałam”) – 5:54
19. „Jaka ja Kayah” (Smolik Mix) – 7:12

## Single
- „Jaka ja Kayah” – wydany w kwietniu 2000 roku. singel promocyjny zawierał wersję radiową, albumową, Smolik mix oraz wersję instrumentalną.
- „Anioł wiedział” – wydany w czerwcu 2000 roku. Swą popularnością dorównał poprzedniemu singlowi, pomimo braku teledysku. Singel promocyjny zawierał sześć wersji tej piosenki: radiową, albumową, Smolik mix, millenium mix, wersję instrumentalną i wokalną.
- „Topielice” – wydany w listopadzie 2000 roku. Singel promocyjny zawierał oprócz wersji albumowej, Sekwana mix i Ganges mix.
- „Embarcação” – wydany w kwietniu 2001 roku. Komercyjny singel zawierał aż 7 pozycji: „Embarcação”: radio edit, short ver. 1, short ver. 2, Long ver. 1, Long ver. 2 oraz „Topielice”: Sekwana mix i Ganges mix.